# 動員戡乱時期臨時条款
動員戡乱時期臨時条款（どういんかんらんじきりんじじょうかん）は、かつて中華民国憲法にその一部をなす「臨時」の修正条項として追加された規定である。「反乱鎮定動員時期臨時条項」あるいは「反乱平定時期臨時条款」（Temporary Provisions Effective During the Period of Communist Rebellion、共産主義者反乱対策臨時措置法）などと日本語訳されることがある。
憲法本文を凍結し1948年から1991年まで修正を重ねながら43年間存続した。

## 概要
国共内戦（中華民国ではこれを中国共産党の反乱と捉える）の勃発を受け、総動員体制（動員戡乱）を敷くため、1948年4月18日に国民大会の第一期大会第一次第十二回会議で制定され、同5月10日に施行された。臨時処置とはいえ、1947年12月の憲法施行から僅か4箇月余りで、事実上の憲法改正を行ったことになる。このため憲法本文を修正せず、この臨時条款が制定された。
当初、この臨時条款の効力は2年間とされていた。しかし、中国国民党は国共内戦に敗北し、台湾に逃れた。その後も臨時条項は台湾で施行され続け、1991年に廃止されるまで5回の修正を重ねた。結果的に臨時条款は暫定的なもののはずの戒厳令という国家緊急権の長期的施行を可能とした。本来は五院の調整役に過ぎなかった総統（大統領）には、国防・治安などの権限が極度に集中した。
また、中央民意代表機関（国会）の選挙も凍結され、中国大陸で選出された議員が半世紀近くも居座り続けた（「万年議員」）。そのため、国民大会や立法院、監察院は「万年国会」と呼ばれた。国民党政府は人権や民主主義よりも、全中国の統治を前提とした中華民国憲法本文の形式的な存続や、大陸で選出された議員の存在を重視し、これを「法統」と呼んだ。そして、民主化要求を「法統」を犯す「法理独立」だと決め付け、弾圧した。
一方、動員戡乱時期臨時条款が台湾の政治体制に与えた影響は、今日も残っている。一つは、憲法改正が修正条項を追加する形式をとるようになり、それが継続していることである。もう一つは、総統が国家安全会議を通して、行政院と共に行政に関与し続けていること（半大統領制）である。

## 1948年の臨時条款
臨時条款の条文には、号数が割り振られていない。
実際には1950年ではなく、1954年3月11日の第1期国民大会第2次会議で延長された。

## 1960年の改正
1. 変わらず
2. 変わらず
3. 動員戡乱時期において、憲法47条の制限（総統・副総統の再選は1回のみ）を受けない。
4. 国民大会の創制（法案作成）と複決（承認）権について、第3次会議閉会後に検討を行う。新設される行政機構、法律、憲法修正に関する事項についても、総統が国民大会を臨時召集して決定する。
5. 国民大会の臨時会議は、第3代総統が任期内の適当な時期に召集する。
6. 動員戡乱時期の終了は総統が宣言する。（立法院の要請について定めた文言は削除）
7. 臨時条款の修正、廃止は国民大会が決定する。

## 1966年の改正
2月と3月に改正された。なお、本改正により、初めて条文に号数が割り振られた。
2月改正では第4号から第6号までの全3号が新しく定められ、3月改正では2月改正の第4号以降を第6号からに繰り下げた上で新たに第4号と第5号を追加し、3行目と5行目の間に挿入された。

### 2月改正の内容
1. 旧1条
2. 旧2条
3. 旧3条
4. 動員戡乱時期において、国民大会は立法に関し、憲法27条第2項の制限（憲法修正および改憲案の承認には、中国全土の半数の県市での同意が必要）を受けない。
5. 動員戡乱時期において、総統は法案作成及び承認が必要であると認めた場合、臨時の国民大会を召集して議論する。
6. 国民大会の閉会中は、研究機構を設置して憲法問題を検討する。
7. 旧6条
8. 旧7条

### 3月改正の内容
1. 旧1条
2. 旧2条
3. 旧3条
4. 動員戡乱時期において、総統に動員戡乱機構の設置を認め、動員戡乱の方針決定と戦地の政務処理を委任する。
5. 総統は必要に応じて、中央政府や選挙で選出される公職の調整を行うことができる。
また、「自由地区」あるいは「光復地区」（中華民国の実効支配地域、すなわち台湾）の人口増加や公職の欠員などによる増員や補欠選挙を行うため、特別措置法を制定できる。
6. 2月改正の旧4条
7. 2月改正の旧5条
8. 2月改正の旧6条
9. 2月改正の旧7条
10. 2月改正の旧8条

## 1972年の改正
1. 変わらず
2. 変わらず
3. 変わらず
4. 変わらず
5. 旧5条前半
6. 動員戡乱時期において、総統が以下の規定に従って中央民意代表（五院と国民大会の代議員）に関する法律を公布するときは、憲法26条（国民大会代表に関する規定）、64条（立法院選挙の規定）、91条（監察院選挙の規定）の制限を受けない。
  1. 定期選挙において、自由地区（台湾）にあって増員された中央民意代表、あるいは国外居住者など選挙に参加できない者を代表する議員については、総統が特別に選挙法を定めることができる。
  2. 第一期中央民意代表（いわゆる万年議員）は、法に従ってその職権を行使する。増員議員及び補選者もこれに倣う。
大陸光復地区（軍政下の金門・馬祖地域）では、順次中央選挙を行う。
  3. 増員された中央民意代表は、第一期中央民意代表とともに、法に従ってその職権を行使する。
増員された国民大会代表は6年、立法委員は3年、監察委員は6年ごとに改選される。
7. 旧6条
8. 旧7条
9. 旧8条
10. 旧9条
11. 旧10条

## 臨時条款廃止の経緯（1990年～1991年）

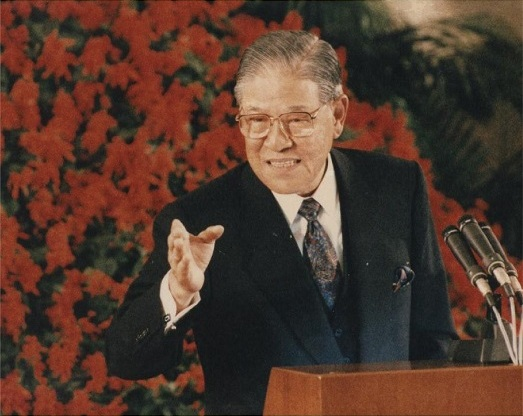
動員戡乱時期臨時条款の廃止を宣言する李登輝（1991年4月30日）

1988年に就任した李登輝総統は1989年1月、第一期中央民意代表に対して高額の年金と引き換えに引退を促す条例を可決させた。しかし、国民党保守派の一部は1989年7月、国民大会の権限を拡大する提案を行い、立法院や国民党改革派、民主進歩党などからの反発に遭った。この改革派と保守派の対立を国民党の「二月政争」と呼ぶ。李登輝総統は同3月21日、政敵である林洋港・蔣緯国を下し、国民大会において総統に再任された。ただし、副総統に選出された李元簇も軍歴を持ち、保守派に属していたため、当時の李登輝はまだ民衆の信頼を得られていなかった。
一方、保守派の動きや国民大会での出席手当の4倍増などを求める万年議員に対して、同3月、台北を中心に学生運動が広がる（「三月学運」）。学生たちは国民大会の解散、臨時条款の廃止と国是会議の開催などを要求した。3月21日、国民大会での総統選挙に再選された李登輝は学生運動の代表を総統府に招き入れ、国是会議の開催を約束し、臨時条款の廃止や国民大会の扱いはそこで議論すべきだと主張した。これを受け、学生運動は翌日に集会を解散した。その後、1991年5月の臨時条款廃止と民主化・憲法改正に向けた動きが始まった。